# Myrcia reticulata
Myrcia reticulata är en myrtenväxtart som beskrevs av Jacques Cambessèdes. Myrcia reticulata ingår i släktet Myrcia och familjen myrtenväxter. Inga underarter finns listade i Catalogue of Life.